# Дани Олмо
Даниел „Дани“ Олмо Карвахал (на испански: Daniel Olmo Carvajal) е испански футболист, нападател на испанския Барселона.

## Кариера

### Клубна

#### Динамо Загреб
Възпитаник на школата на Барселона, в която преминава от градския съперник Еспаньол. През лятото на 2014 г. преминава в школата на хърватския Динамо (Загреб). На 7 февруари 2015 г. дебютира за мъжкия отбор срещу НК Локомотива (Загреб).
На 17 декември 2018 г. Олмо беше обявен за най-добър играч в Хърватското първенство през 2018 г.  През същия месец той завършва на 11-о място в наградата „Златното момче“, изпреварвайки Килиан Мбапе и Йосип Брекало.  На 3 юни 2019 г. той е обявен за най-добър играч и най-добър млад играч в първенството за сезон 2018 – 19. 
На 18 септември 2019 г. той прави дебюта си в Шампионската лига при победата с 4:0 над Аталанта БК.  Той отбеляза първия си гол в лигата на 22 октомври при равенството 2:2 като гост на ФК Шахтьор (Донецк).  Той вкара единствения гол за Динамо при поражението с 4:1 срещу Манчестър Сити, поради което Динамо завършват последни в групата. 

#### РБ Лайпциг
Изявите му с Динамо Загреб предизвикват интереса на куп европейски отбори. В крайна сметка, на 25 януари 2020 г., той подписва с германския РБ Лайпциг за 4-ри години.  Дебюта си прави на 1 февруари 2020 г., влизайки като резерва в мача с Борусия Мьонхенгладбах.  Първия си гол вкарва три дни по-късно, когато вкарва на Айнтрахт Франкфурт при загубата с 1:3 в мач за Купата на Германия. 

### Национален отбор
През 2015 г. е част от състава на Испания до 17 г., който участва на Европейското първенство по футбол за юноши до 17 г. в България. На турнира играе срещу Австрия, България, Хърватия и Германия. Именно от последните Испания отпада на четвъртфиналите.